# لهوتا و لیسیتس
لهوتا و لیسیتس (به چکی: Lhota u Lysic) یک منطقهٔ مسکونی در جمهوری چک است که در ناحیه بلانسکو واقع شده‌است. لهوتا و لیسیتس ۳٫۹۸ کیلومتر مربع مساحت و ۱۳۵ نفر جمعیت دارد و ۵۳۰ متر بالاتر از سطح دریا واقع شده‌است.